# Myrosma cuyabensis
Myrosma cuyabensis är en strimbladsväxtart som först beskrevs av Friedrich August Körnicke, och fick sitt nu gällande namn av Karl Moritz Schumann. Myrosma cuyabensis ingår i släktet Myrosma och familjen strimbladsväxter. Inga underarter finns listade.